# Walter Rentschler
Walter Rentschler (* 19. März 1911 in Tübingen; † 21. Oktober 1984 in Stuttgart) war ein deutscher Physiker, Mathematiker und Hochschullehrer, er war 1965–1967 Rektor der Landwirtschaftlichen Hochschule Hohenheim (LWH).

## Leben und Wirken
Nach Schule und Gymnasium mit Abitur 1929 in Tübingen startete Walter Rentschler das Studium der Physik und Mathematik an der Universität Tübingen und Universität München (1929–1934), das er 1934 mit der Promotion zum Dr. rer. nat. an der Universität Tübingen abschloss. Nach einer zweijährigen Assistentenzeit am Physikalischen Institut der Landwirtschaftlichen Hochschule Hohenheim trat er in die  Forschungs- und Entwicklungsabteilung der Robert Bosch GmbH in Stuttgart ein. Im Jahr 1945 übernahm er Ergänzungskurse in Physik und Mathematik in Hohenheim und wurde Vorstandsmitglied des Physikalischen Instituts der LWH.
Nach der Habilitation 1948 mit Venia legendi für das Lehrgebiet Physik wurde er Dozent, apl. Professor, a.o. Professor und nach der Berufung auf den wieder eingerichteten Lehrstuhl für Physik und Meteorologie 1963 ord. Professor an der LWH.
Walter Rentschler war Mitglied im Großen Senat, Senat, Fachbereichsrat und Studienausschuss. 1965–1967 war er Rektor der LWH, 1971–1973 Dekan des Fachbereichs für Biologie und Allgemeine Naturwissenschaften. Rentschler wurde im Jahr 1984 emeritiert. Er war mit der Physikerin und Biologin Ingeborg Rentschler (23. Januar 1927 – 23. Oktober 2020) verheiratet.

## Mitgliedschaften
- Deutsche Physikalische Gesellschaft
- Gesellschaft für Elektronenmikroskopie
- Vorstand Kepler-Gesellschaft Weil der Stadt

## Publikationen (Auswahl)
- W. Rentschler: Aufbau der Materie. Stuttgart 1948.
- W. Rentschler: Die Optik dünner durchsichtiger Mehrfachdeckschichten. Stuttgart-Hohenheim 1950.
- W. Rentschler: Physikalische Grundlagen der Naturwissenschaft und Technik. Stuttgart 1952.
- W. Rentschler: Die Erhaltungsgesetze der Physik. (= Landwirtschaftliche Hochschule Hohenheim, Reden und Abhandlungen. 19). Stuttgart 1965.
- W. Rentschler: Physik für Naturwissenschaftler. Lehrbuch in 2 Bänden. Stuttgart 1972.